# Patane III
Patane III is een bestuurslaag in het regentschap Toba Samosir van de provincie Noord-Sumatra, Indonesië. Patane III telt 1819 inwoners (volkstelling 2010).